# 킹덤3: 운명의 불꽃
킹덤3: 운명의 불꽃(일본어: キングダム 運命の炎, 영어: KINGDOM: The Flame of Destiny)는 2023년 7월 28일에 개봉된 일본 영화이다. 하라 야스히사의 만화 킹덤을 원작으로 한다. 사토 신스케가 감독하고 야마자키 켄토가 주연을 맡은 이 작품은 2022년 영화 킹덤2: 아득한 대지로의 속편인 시리즈의 세 번째 작품이다. 이 작품에서는 「마양의 전투」와 「시카츠편」을 그리고 있다.

## 개요
2022년 12월 13일, 영화가 2023년 여름에 개봉될 예정이라고 밝혔다.
2023년 1월 1일, 공식 타이틀과 공개일이 발표되었다.
2023년 12월 13일, 시리즈의 네 번째 작품인 영화의 속편인 킹덤4: 대장군의 귀환이 2024년 7월 12일 금요일에 공개될 것이라고 발표되었다.

## 출연
- 야마자키 켄토 - 신 역
- 요시자와 료 - 영정 / 표 역
- 하시모토 칸나 - 하료초 역
- 세이노 나나 - 강외 역
- 미츠시마 신노스케 - 벽 역
- 오카야마 아마네 - 미평 역
- 미우라 타카히로 - 미도 역
- 하마츠 타카유키 - 사와 케이 역
- 마카베 츠나요시 - 하이로우 역
- 야베 쿄스케 - 유요시 역
- 하지메 요시히사 - 류카와 역
- 다나카 미오 - 후치 역
- 나가사와 마사미 - 양단화 역
- 아오키 켄 - 소에츠 역
- 히데노부 - 테르하스 역
- 쿠보 카츠시 - 후미 역
- 류지 - 니 역
- 와타나베 쿠니토 - 쇼카 역
- 야마토 마치다 - 아리카쿠 역
- 하기와라 토시히사 - 몽의 역
- 사쿠마 유이 - 카이네 역
- 아사리 요스케 - 아몬 역
- 무라카와 에리 - 유리 역
- 사쿠라이 히나코 - 동미 역
- 아베 신노스케 - 바지오 역
- 안 - 시카(자하) 역
- 야마다 유키 - 만극 역
- 킷카와 코지 - 방난 역
- 타카시마 마사히로 - 창문군 역
- 카나메 준 - 등 역
- 가토 마사야 - 사씨 역
- 히라야마 유스케 - 몽무 역
- 시다 마사유키 - 중신 역
- 이와야 켄지 - 군사 역
- 혼다 다이스케, 스가와라 타쿠마 - 조장군 무장 역
- 카마쿠라 타로 - 친기군 수비대장 역
- 히노 세이지 - 만극군 무장 역
- 장 유이치 - 왕기병 역
- 스즈키 신지, 마츠하바라 신쿤 - 왕궁 전령 역
- 타이허 이치, 이시카와 게이다이 - 자오좡의 군사 전령 역
- 나카야마 묘 - 친기군 전령 역
- 니쿠마로 - 로간관문장 역
- 사이토 유우 - 로간몬번 역
- 이바라키 오델 - 아버지 역
- 와타나베 켄키치 - 마을 주민 역
- 아키바 치즈코 - 스바루의 어머니 역
- 타쿠미 사요 - 스바루의 할머니 역
- 카타니와 히마리 - 마을 동생 역
- 타구치 준페이 - 산 사람들 역
- 야마모토 히로유키 - 문관 역
- 마츠바라 다이키 - 츠바사 마사히로 역
- 이노우에 카즈키 - 소년 역
- 아사다 하로 (유아기) - 시카츠 역
- 하마사키 린타로 - 시카츠의 아버지 역
- 요시나가 코이치 - 내레이션
- 스기모토 텟타 - 토켄 역
- 타카하시 미츠오미 - 간앙 역
- 야마모토 코지 - 조장 역
- 카타오카 아이노스케 - 풍기 역
- 타마키 히로시 - 창평군 역
- 사토 코이치 - 여불위 역
- 오구리 슌 - 이목 역
- 오오사와 타카오 - 왕기 역

## 스태프
- 원작 - 하라 야스히사 「킹덤」 (슈에이샤의 「주간 영 점프」에 연재)
- 감독 - 사토 신스케
- 각본 - 쿠로이와 츠토무, 하라 야스히사
- 각색 - 야마다 유타카
- 제작 - 헤이시 요시히사, 사와 케이이치, 토미타 미도리, 이치카와 미나미, 미야모토 노리히로, 아시다 타쿠마, 마츠하시 신조, 유야 마사노리, 스기우라 오사무, 나쿠라 켄지, 혼마 미치유키
- 총괄 프로듀서 - 오요시 마코토, 이누마 노부유키
- 프로듀서 - 마츠하시 신조, 모리 료스케, 기타지마 나오아키, 타카히데 난초, 사토요시 유야
- 라인 프로듀서 - 모리 타츠야, 하마사키 린타로
- 촬영 - 사코 아키라(J.S.C.)
- 미술 - 오자와 히데타카(A.P.D.J.）
- 조명 - 카세 히로유키
- 음향 - 요코노 하지메
- 액션 디렉터 - 시모무라 유지
- 편집 - 이마이 츠요시
- VFX 슈퍼바이저 - 카사카 카즈준, 카미야 마코토
- 음악 프로듀서 - 센다 코헤이
- 사운드 디자이너 - 마츠이 켄스케
- 스크립터 - 요시노 사쿠라, 타구치 료코
- 의상 및 갑옷 디자인 - 미야모토 마사에
- 가발 - 하마나카 히로키치
- 헤어 & 메이크업 - 혼다 마리코
- 특수 메이크업 캐릭터 디자인 / 특수 모델링 디자인 수퍼바이저 - 후지와라 카쿠세이
- 승마 코디네이터 - 츠지이 케이스케, 에자와 다이키
- 제작 담당 - 사이토 야마토, 나베시마 아키히로, 호리오카 켄타
- 원작 협력 - 슈에이샤 주간 영 점프 편집부 (마스자와 요시카즈, 오사와 타로)
- 음악 감독 - 미야가와 아코
- 음악 프로듀서 - CURRENT, Inc
- 음악 코디네이터 - 히라카와 사토시
- 홍보 프로듀서 - 모리타 미치히로, 오야마다 아키라
- 배급사 - 도호, 소니 픽처스 엔터테인먼트 재팬
- 제작 - CREDEUS
- 프로덕션 매니저 - 슈에이샤, 니혼 텔레비전 네트워크
- 제작 - 「킹덤」 제작위원회(슈에이샤, 니혼 텔레비전 네트워크, 소니 픽처스 엔터테인먼트, 도호, 요미우리 텔레비전 방송, GYAO, 크레데우스, JR 동일본 기획, 도큐 에이전시, 하쿠호도, 피에로, 삿포로 텔레비전 방송, 미야기 텔레비전 방송, 시즈오카 제일 텔레비전, 주쿄 텔레비전 방송, 히로시마 텔레비전 방송, 후쿠오카 방송)

## 주제가
- 우타다 히카루 - Gold (소니 뮤직 레이블스)
  - 프로듀서 - 우타다 히카루, A.G. Cook / 작사 & 노래 - 우타다 히카루

2023년 7월 26일, 『킹덤3: 운명의 불꽃』 오리지널 사운드트랙(CD, 배포, #1~#13)이 발매되었다. 음악은 첫 번째 작품 『킹덤』과 두 번째 작품『킹덤2: 아득한 대지로』에 이어 야마다 유타카가 작곡했다.